# Halieutopsis ingerorum
Halieutopsis ingerorum är en fiskart som beskrevs av Bradbury, 1988. Halieutopsis ingerorum ingår i släktet Halieutopsis och familjen Ogcocephalidae. Inga underarter finns listade i Catalogue of Life.